# Liste des transferts BAA saison 1946-1947
Pour un article plus général, voir Saison BAA 1946-1947.
Cette page présente la liste des transferts et mouvements de la BAA durant la saison 1946-1947,.

## Échanges
| Décembre    | Décembre                                         | Décembre                                                                 |
| ----------- | ------------------------------------------------ | ------------------------------------------------------------------------ |
| 4 décembre  | Vers Cleveland Rebels - George Nostrand          | Vers Toronto Huskies - Kleggie Hermsen                                   |
| 12 décembre | Vers Boston Celtics - Moe Becker                 | Vers Pittsburgh Ironmen - Tony Kappen                                    |
| 16 décembre | Vers Cleveland Rebels - Ed Sadowski - Ray Wertis | Vers Toronto Huskies - Leo Mogus - Dick Schulz - Compensation financière |
| Janvier     |                                                  |                                                                          |
| 2 janvier   | Vers Boston Celtics - Charlie Hoefer             | Vers Toronto Huskies - Red Wallace                                       |
| 21 janvier  | Vers New York Knicks - Bob Fitzgerald            | Vers Toronto Huskies - Bob Mullens                                       |
| Avril       |                                                  |                                                                          |
| 29 avril    | Vers Boston Celtics - Cecil Hankins              | Vers St. Louis Bombers - Wyndol Gray                                     |

## Agents libres
| Joueur               | Date       | Nouvelle équipe          | Ancienne équipe |
| -------------------- | ---------- | ------------------------ | --------------- |
| Jake Weber (en)      | 2 décembre | Providence Steam Rollers | New York Knicks |
| Ralph Kaplowitz      | 16 janvier | Philadelphia Warriors    | New York Knicks |
| Hank Rosenstein (en) | 26 février | Providence Steam Rollers | New York Knicks |
| Nat Militzok (en)    |            | Toronto Huskies          | New York Knicks |